# Moisés Ramírez
Wellington Moisés Ramírez Preciado (Guayaquil, 2000. szeptember 9. –) ecuadori válogatott labdarúgó, az Independiente del Valle kapusa.

## Pályafutása

### Klubcsapatokban
Az Academia Alfaro Moreno és az Independiente korosztályos csapataiban nevelkedett. 2018. július 10-én az Independiente első csapatában az SD Aucas ellen mutatkozott be. Szeptember 29-én az SD Cuenca ellen sárga lapot kapott szabálytalanság miatt.

### A válogatottban
Részt vett a 2017-es dél-amerikai U17-es labdarúgó-bajnokságon. Tagja volt a 2019-es dél-amerikai U20-as labdarúgó-bajnokságon résztvevő aranyérmes válogatottnak. A Chilében rendezett tornát először nyerte meg Ecuador.

## Statisztika

### A válogatottban
| Válogatott | Év       | Pályára lépés | Gól |
| ---------- | -------- | ------------- | --- |
| Ecuador    | 2021     | 2             | 0   |
| Ecuador    | 2023     | 2             | 0   |
| Összesen   | Összesen | 4             | 0   |

## Sikerei, díjai
Ecuadori U20-as válogatott|
- Dél-amerikai U20-as labdarúgó-bajnokság
  - Győztes (1): 2019